# Gaudinia
Gaudinia là một chi thực vật có hoa trong họ Hòa thảo (Poaceae).

## Loài
Chi Gaudinia gồm các loài: